# Sången om Stalin
Sången om Stalin är en sång inspelad av det kommunistiska bandet Knutna nävar, och finns på skivan "De svarta listornas folk" från 1973. Sången hyllar minnet av Stalin som beskrivs som "vår vän och kamrat" och är en översättning av den östtyska "Lied über Stalin".